# Коппель, Лоне
Лоне Коппель (дат. Lone Herman Koppel, 20 мая 1938) — датская оперная певица (сопрано).

## Биография
Лоне Коппель родилась в Копенгагене в 1938 г. Её родителями были композитор Герман Давид Коппель и Эдель Вибеке Клаусен-Бруун.
Лоне росла в музыкальной семье, пела с самого детства и в 11 лет уже могла аккомпанировать себе, исполняя песни Брамса и Шуберта. Она училась в Королевской Датской консерватории у Доры Сигурдссон, затем выбрала оперную специализацию в академии Королевского театра. Уже во время учёбы она появлялась на публике со своим отцом, а в сентябре 1962 г. она исполнила роль Мюзетты в опере «Богема» Пуччини. Два года спустя вместе с Хансом Артманом она добилась успеха в телевизионной постановке оперы «Тоска» Хольгера Боланда.
В 1964—1966 гг. Лоне работала в ФРГ Киле в Opernhaus Kiel, хотя по-прежнему оставалась популярной оперной певицей в Дании: исполняла ведущие роли Сантуццы в «Сельской чести» Масканьи, Элизабет в «Тангейзере» и Сенты в «Летучем голландце» Вагнера и снова в «Тоске», поставленной на сцене Королевского театра в 1967 г. Успех сопутствовал и её ролям в «Симоне Бокканегре», «Евгении Онегине» Чайковского и «Трубадуре» Верди. В 1960-х и начале 1970-х гг. она была одной из самых продуктивных оперных певиц, исполняя роли не только в классических постановках, но и в современном репертуаре, например, Мари в «Воццеке» Берга и Екатерину Измайлову в «Леди Макбет Мценского уезда» Шостаковича.
В 1973 г. вместе с мужем Джоном Уинтером Лоне присоединилась к коллективу Австралийской оперы, где в дополнение к датским ролям она исполняла Дженни в опере «Расцвет и падение города Махагони». По возвращении в Копенгаген в 1978 г. Лоне включила в свой репертуар Леди Макбет в «Макбете» Верди и титульную роль в «Электре» Штрауса. Роль Электры она исполняла также в постановке в день её 25-летия работы в Королевском театре в 1987 г. Она также исполнила роль в Фаты Морганы в «Любви к трём апельсинам» Прокофьева.
Поуль Йёргенсен приглашал Лону Коппель в оперу Drot og marsk Хейзе в Королевском театре.
За время своей карьеры она также выступала с концертами в Скандинавии, Великобритании, Германии, Нидерландах и Новой Зеландии.

## Личная жизнь
Лоне Коппель была замужем трижды: с 15 июня 1961 г. за редактором Эриком Косманом Линдгреном (развод в 1966 г.), c 30 апреля 1969 г. — за пианистом и режиссёром Джоном Уинтером (развод в 1979 г.), с 23 июля 1983 г. — за шведским оперным певцом Бьёрном Аскером. У неё три ребёнка: Мия, Томас Петер и Николай.